# Independência (Rio Grande do Sul)
Independência is een gemeente in de Braziliaanse deelstaat Rio Grande do Sul. De gemeente telt 6.715 inwoners (schatting 2009).

## Aangrenzende gemeenten
De gemeente grenst aan Alegria, Catuípe, Giruá, Inhacorá en Três de Maio.